# ニンテダニブ
ニンテダニブ（Nintedanib）は特発性肺線維症（IPF）の治療薬として用いられるインドリノン誘導体である。海外では非小細胞肺癌の治療薬として使用されている地域もある。商品名は「オフェブ」で、ベーリンガーインゲルハイムが開発した。開発コードBIBF 1120。
小分子のチロシンキナーゼ阻害薬の一つで、血管内皮細胞増殖因子受容体（VEGFR）、線維芽細胞増殖因子受容体（FGFR）、血小板由来成長因子受容体（PDGFR）に作用する。

## 効能・効果
日本で承認されている効能・効果は
- 特発性肺線維症
- 全身性強皮症に伴う間質性肺疾患

である。

### 特発性肺線維症
2本の第III相偽薬対照比較臨床試験の結果、主要評価項目である投与開始52週後の努力性肺活量（FVC）の年間低下量について抑制効果が認められ、これらの試験の結果をもって特発性肺線維症に対する投与が認可された。

### 肺癌
非小細胞肺癌の第二選択薬として、ドセタキセルと併用できる国がある。この適応は2014年に欧州委員会に認可されたものである。この2剤の組み合わせが他の第二選択薬と比較して良いものであると確認されたか否かは不明である。

## 副作用
添付文書に記載されている重大な副作用は、重度の下痢（3.3%）、肝機能障害（0.9%）、静脈血栓塞栓症、動脈血栓塞栓症（0.5%）、血小板減少、消化管穿孔（0.2%）、間質性肺炎である。（頻度未記載は頻度不明。）
10%以上の患者に食欲減退（14.5%）、下痢（67.1%）、悪心 （11.8%）、肝酵素上昇（AST、ALT、ALP、γ-GTP上昇など）（27.6%）が、5%以上の患者に体重減少、腹痛が発生する。
前臨床研究では、標的（VEGFR、FGFR、PDGFR）のATP結合ポケットへのニンテダニブの選択性は高く、副作用の可能性を高める他の様々なATP結合部位への親和性は低かった。
副作用は高用量の250mg×2回/日で多かったので、用量はその後200mg×2回/日に引き下げられた。日本で承認されている用法・用量は、150mg×2回/日（場合により100mg×2回/日）である。
ニンテダニブは創傷治癒および組織修復に不可欠な成長・血管新生を阻害する。従って、理論的にはニンテダニブは他の抗血管新生薬と同様に創傷治癒を遅延させるが、臨床試験ではその様な副作用は報告されていない。

## 作用機序
特発性肺線維症は肺胞上皮の傷害に対して異常な修復反応が起こる事で線維化が進行するとされ、肺胞上皮細胞の上皮間葉転換を経て線維芽細胞や筋線維芽細胞へと分化する。ニンテダニブはPDGF、FGF、VEGF刺激による肺線維芽細胞の増殖および遊走、ならびにTGF-β2によって誘導される線維芽細胞の形質転換を抑制する。
ニンテダニブは、血管形成（血管新生）のプロセスを阻害する。血管新生阻害薬は腫瘍内部および周囲の血管の形成と再生を阻害し、腫瘍への血液供給を減少させて酸素や栄養分を不足させ、細胞死に至らしめて腫瘍を縮小させる。
新生血管の形成は腫瘍の成長および転移に必須である。これは低酸素状態の腫瘍細胞から放出されるシグナル分子（成長因子）にて誘導される。成長因子は腫瘍内部および周囲で血管を分岐させて新血管を出芽・再構築し、腫瘍への血液供給を改善させる。
ニンテダニブは血管新生および再形成に関与する受容体（VEGFR 1-3、FGFR 1-3、PDGFRα・β）に結合し、活性化を阻害する。血管を作る組織（上皮細胞、平滑筋細胞、周皮細胞）に存在するこれらの受容体が阻害される事でプログラム細胞死が誘導され、腫瘍血管が破壊され、腫瘍への血流が減少する。これにより、腫瘍細胞の増殖および遊走が阻止され、腫瘍の成長および転移が妨げられる。

## 歴史
ニンテダニブは特発性肺線維症の治療薬として2014年10月に米国で承認された。欧州では2015年1月に承認された。日本では2015年7月に承認された。

## 研究開発

### 特発性肺線維症治療薬として
特発性肺線維症 (IPF) についてはまず第II相臨床試験としてTOMORROW試験が実施され、12か月投与の安全性と有効性（努力性肺活量の年間減少率と急性増悪（臨床状態の突然の悪化）発現率）が確認された。
その後、第III相多国共同無作為化偽薬対照比較臨床試験として2つの試験が並行して実施された（INPULSIS-1試験およびINPULSIS-2試験）。INPULSIS-1では513名、INPULSIS-2では548名の患者が登録された。主要評価項目は投与開始52週後の努力性肺活量 (FVC) の変化量（mL/年）であった。INPULSIS-1ではニ群：-114.7mL/年 vs. 偽群：-239.9mL/年（差の95%信頼区間：77.7〜172.8）、INPULSIS-2ではニ群：-113.6mL/年 vs. 偽群：-207.3mL/年（差の95%信頼区間：44.8〜142.7）であり、両試験で有意差がついた。FVC減少量が5%以下であった患者の割合は、INPULSIS-1試験で 52.8% vs. 38.2%、オッズ比：1.85、95%信頼区間：1.28〜2.66、INPULSIS-2試験で 53.2% vs. 39.3%、オッズ比：1.79、95%信頼区間：1.26〜2.55 であり、両試験で両群間に有意差が見られた。

### 抗がん剤として
早期臨床試験が非小細胞肺癌、大腸癌、子宮体癌、子宮内膜癌、卵巣腫瘍、子宮頸癌、多発性骨髄腫を対象に実施された。その結果、ニンテダニブは有効で忍容性があり、血中で安定であることが判明した。これらの試験での最大耐用量は200mg×1回/日であった。

#### 臨床試験
ヒトでの最初の臨床試験では、ニンテダニブは非小細胞肺癌患者の50%、進行大腸癌などの固形癌患者の76%で腫瘍の成長を止めた (SD率)。非小細胞肺癌の1⁄26、卵巣癌の1⁄7で腫瘍が消失した (CR) 。さらに卵巣癌の患者2人で腫瘍が縮小した (PR)。
非小細胞肺癌と卵巣癌に対して、ニンテダニブの有効性、投与量・方法、副作用を評価するための第II相臨床試験がそれぞれ実施された。卵巣癌の試験では、再燃を2か月遅らせることができ、非小細胞肺癌では全生存期間についてVEGFR阻害薬であるソラフェニブと同様の結果が得られた。これらの臨床試験では、ニンテダニブの用量増加は生存期間を延長させなかった。
肺癌に対する第III相臨床試験（LUME-Lung1およびLUME-Lung2）はニンテダニブの肺癌の第二選択薬としての可能性を検討したもので、ドセタキセルとの併用（LUME-Lung1）またはペメトレキセドとの併用（LUME-Lung2）であった。いずれの試験でも無増悪生存期間を有意に延長することができた。
非癌性肺疾患の一つである特発性肺線維症に対する第III相臨床試験（INPULSIS-1およびINPULSIS-2）が実施され、努力性肺活量 (FVC) の年間低下量を偽薬に対して有意に抑制することが確かめられた。これらの試験では症状の急性増悪までの期間も比較していたが、INPULSIS-2では増悪までの期間を有意に延長していたのに対して、INPULSIS-1では有意差がなかった。

#### 実施中の臨床試験
ニンテダニブについては癌に関するいくつかの第I相から第III相臨床試験が進行中である。血管新生阻害薬は肺、卵巣、腸、肝、脳などの固形（転移）癌に有効であると期待される。第III相臨床試験が患者登録中で、卵巣癌治療の第一選択薬（パクリタキセル＋カルボプラチン）にニンテダニブを追加投与した場合の有効性などが検討されている。
現在実施中の第II相臨床試験は転移性腸癌、肝癌、脳腫瘍（多形性膠芽腫）に対するものである。